# Catedral de Lima
La Catedral de Lima és una església Catòlica Romana ubicada a la plaça Major del centre històric de Lima, Perú. La construcció va començar en 1535 i l'edifici ha tingut nombroses reconstruccions i transformacions des de llavors. Es conserva la seva estructura i façana colonial. Està dedicada a Sant Joan Evangelista.

## Descripció
La façana de la Catedral és d'estil renaixentista amb adorns platerescs. Les seves torres són altes amb cuculla (o agulla) de pissarra i neoclàssiques amb influències estilístiques de l'escola escurialense i del nord d'Europa. Posseeix 3 portes, la principal (del centre), Porta del Perdó, la lateral dreta, Porta de l'Epístola i lateral esquerra, Porta de l'Evangeli. També té 2 portes laterals, una que dona al Carrer de Jueus (costat dret) i una altra que dona al Pati dels Tarongers (pati interior annex a la Catedral). En la part posterior del temple (Carrer de Santa Apolonia) s'obren 2 portades: la de Santa Apolonia i la de Sant Cristóbal. En la façana principal es poden observar estàtues dels Apòstols, i en la fornícula central, el Sagrat Cor de Jesús. En la part superior es pot veure l'escut del Perú, en el lloc on originalment es trobava l'escut de la ciutat de Lima juntament amb la frase Plus ultra. Al costat de la Catedral estan la Parròquia del Sagrario (una de les més antigues de Lima) i el Palau arquebisbal, seu del govern eclesiàstic de Lima.
La Catedral de Lima mostra diversos estils, des del gòtic tardà, el renaixentista fins al barroc i plateresc, per la data de l'inici de la construcció, l'estil arquitectònic és renaixentista. Posseeix una planta de saló rectangular, emulant a la catedral de Sevilla. El sostre està sostingut per voltes gòtiques de crucería que recreen un cel estavellat, les quals estan fetes de fusta i estuc per alleujar el pes sobre les parets i evitar el seu col·lapse en cas de sisme. Originalment els seus altars eren d'estil barroc, sent substituïts alguns d'ells per altars neoclàssics. El cadirat del cor, per Pedro de Noguera, si bé presenta tradició renaixentista posseeix una disposició eclèctica. La Catedral és en si una perfecta síntesi dels estils arquitectònics que es van desenvolupar a la ciutat de Lima des dels seus orígens fins al dia d'avui.
La Catedral de Lima posseeix 3 naus i 2 naus addicionals on s'obren les capelles laterals. Al llarg de les naus laterals s'observen quadres de gran format del Viacrucis. Recentment es van col·locar en les columnes dotze quadres al·lusius als dotze Apòstols i alhora als dotze articles de fe del Credo Apostòlic. Juan Pablo II va visitar aquest recinte en dues ocasions, en 1985 i en 1988, la qual cosa es commemora en dues plaques que es veuen a l'entrada.

## Història

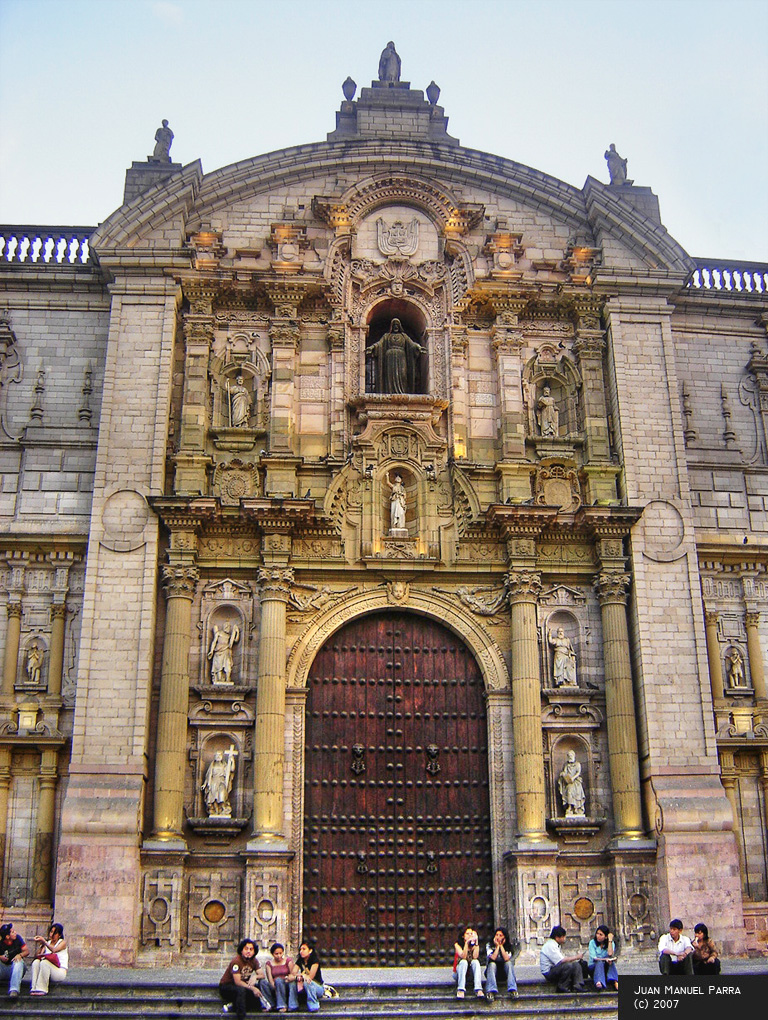
Portada central de la Catedral, aquesta és d'estil renaixentista. Pot apreciar-se els capitells corintis de les columnes. En les fornícules es destaquen les imatges dels apòstols, que envolten a la gran imatge de Jesucrist. S'observen també medallons, caps, àngels i altres adorns platerescs

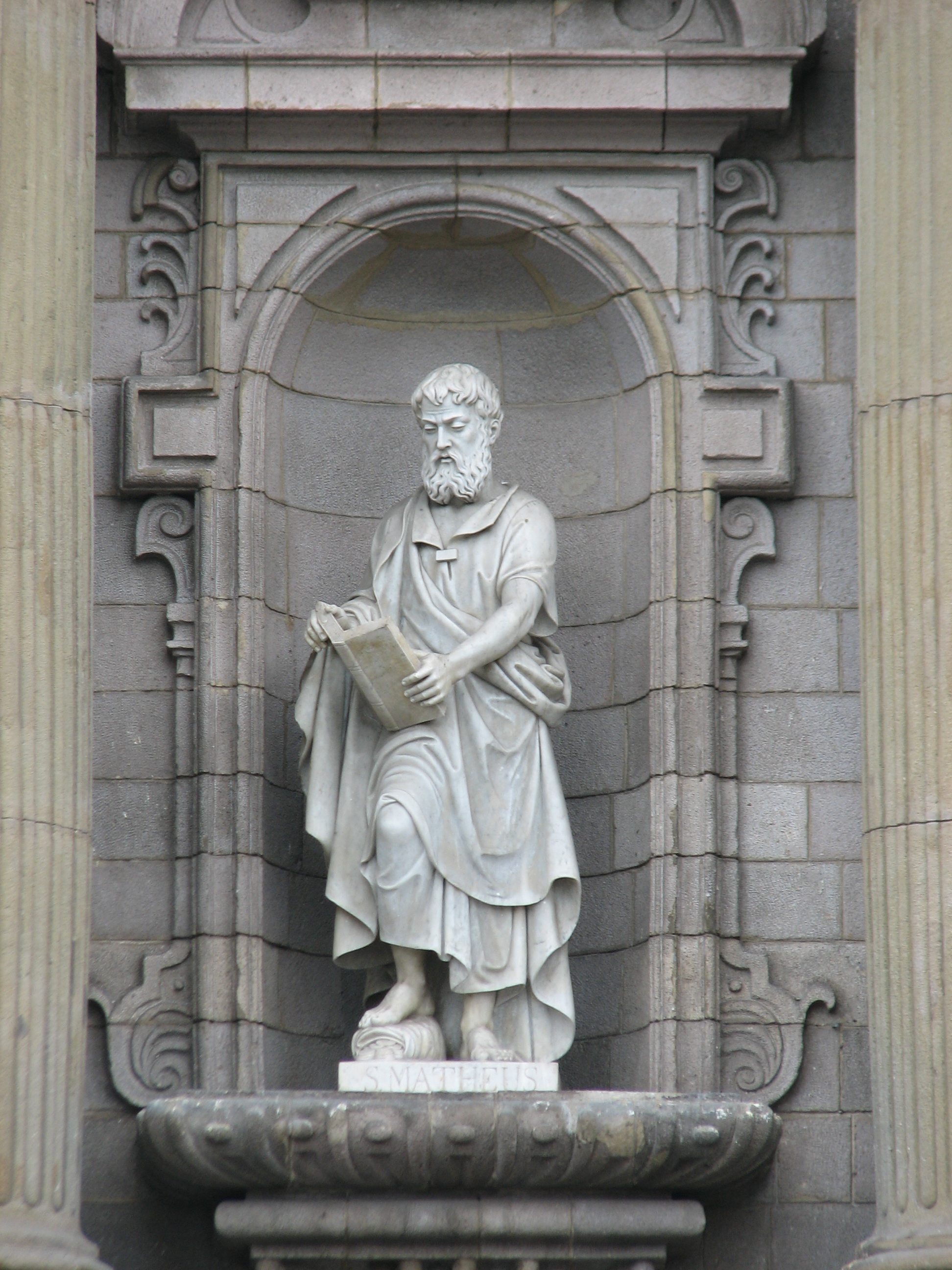
Imatge de l'Apòstol Mateo en la Portada principal de la Catedral Basílica de Lima

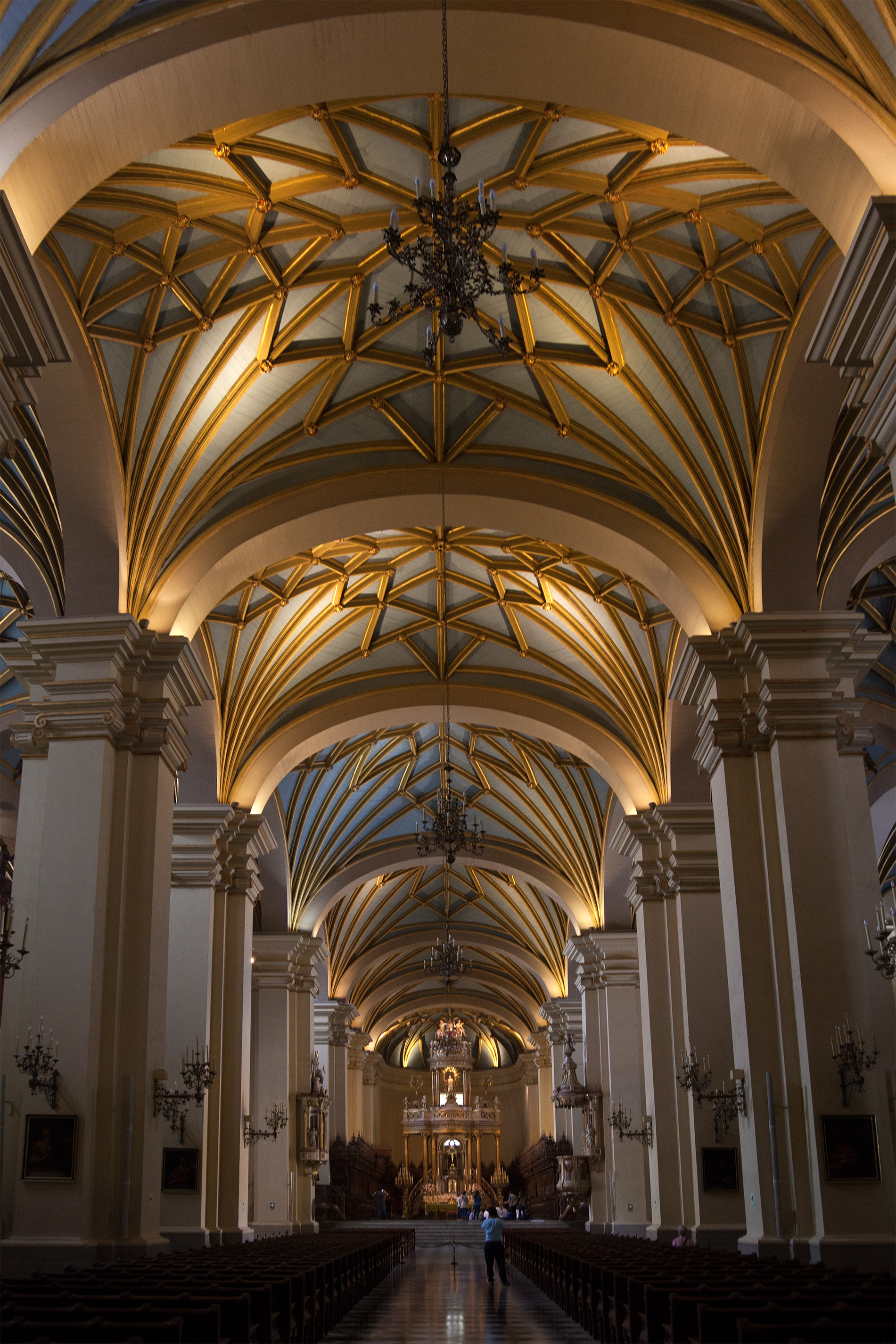
Vista de l'interior de la Catedral Basílica de Lima el sostre de la qual presenta nervadures gòtiques

La catedral de Lima va ser edificada en el lloc on va estar l' adoratorio inka del puma inti i el palau del príncep cusqueño Sinchi Puma, descendent directe del Inka Sinchi Roca.
En fundar Lima, Francisco Pizarro va destinar un solar a l'església (que ell va dedicar a l'Assumpció de Maria), fent que Sinchi Puma renunciés als seus béns en paper certificat per notari, perquè l'ocupació del lloc triat per a l'església no signifiqués usurpació de domini.
Francisco Pizarro, en 1535, va posar la primera pedra i va carregar, en pública manifestació de fe i humilitat, la primera fusta per a l'edificació de l'església (primera catedral), la qual es va fer sota l'advocació de l'Assumpció de Maria, acabant-se la construcció en 1538 i inaugurant-se l'11 de març de 1540.
Finalitzades les disputes entre Diego de Almagro i Francisco Pizarro i després d'haver-se establert el Virregnat del Perú, el Papa Paulo III, tenint en consideració el creixement de la ciutat de Lima, va emetre una Butlla, el 14 de maig de 1541, creant la diòcesi de Lima i elevant la petita església a la categoria de catedral la qual es comença a construir en 1542 durant el govern de Cristóbal Vaca de Castro. Francisca Pizarro Yupanqui, la filla del fundador de Lima, va aportar cinc mil pesos d'or per a la construcció de la nova catedral, la qual va arribar a costar quinze mil pesos d'or, agraint el rei d'Espanya mitjançant real cèdula de 19 de març de 1552.
Amb els canvis introduïts pel pacificador don Pedro de La Gasca per donar-li major prestancia, la nova església (segona catedral) iniciada per Cristóbal Vaca de Castro fou inaugurada el 1552 per l'Arquebisbe Jerónimo de Loayza. Aquesta era una edificació petita -de 9 x 19 m.-, molt modesta i estreta i per als seus fonaments es va portar pedra vermellosa d'una pedrera de Lunahuaná. El nou temple va passar, després, a tenir com a patró a Sant Joan Evangelista.

### Una catedral de grans dimensions

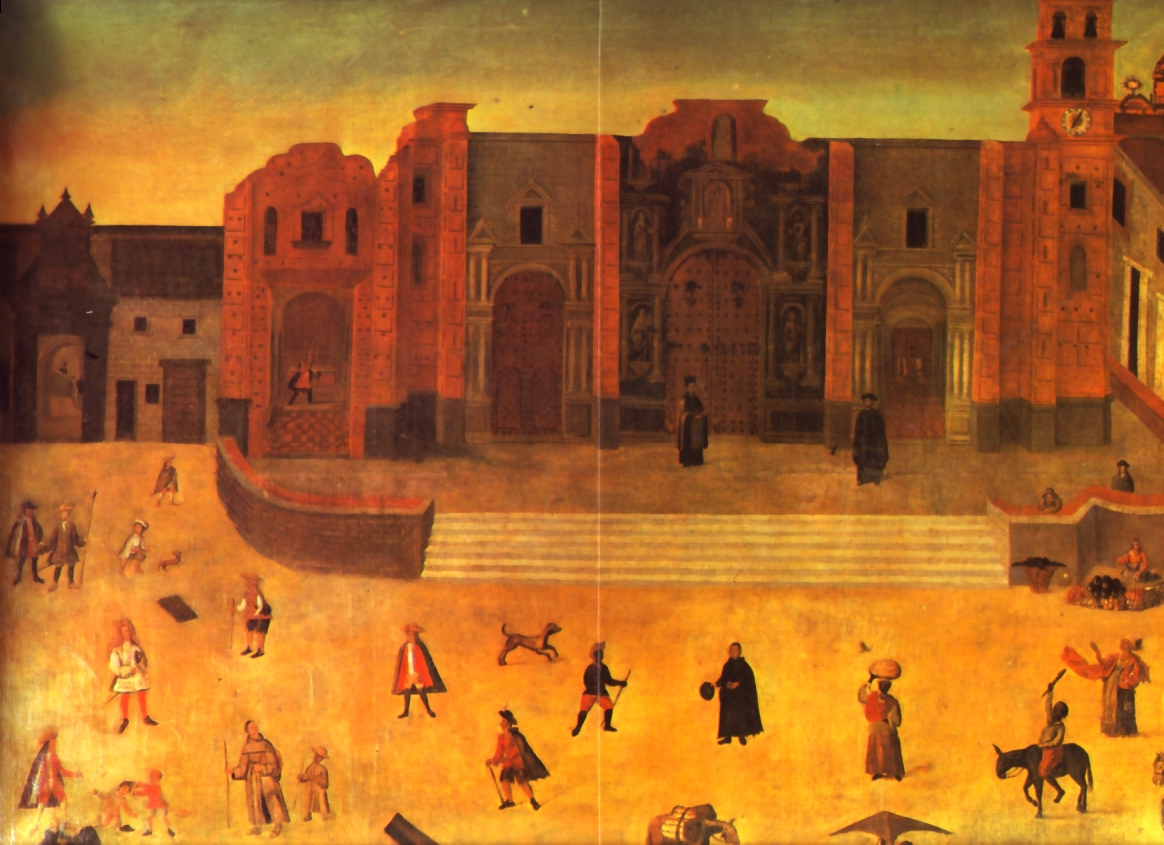
Aspecte que presentava la catedral de Lima després del terratrèmol de 1746 segons una pintura d'autor anònim i feta al segle XVIII

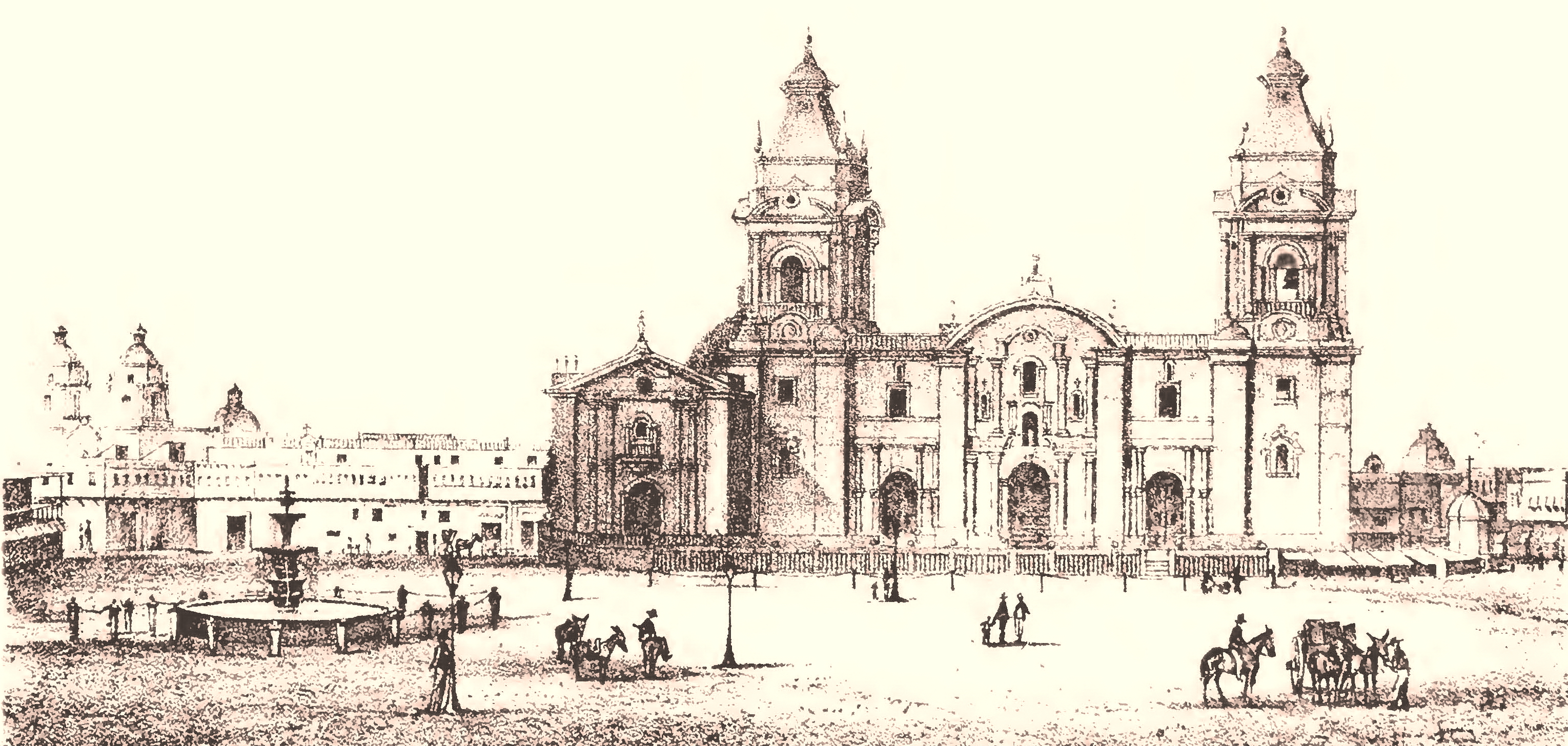
La Catedral de Lima i la Plaça Major segons un gravat de 1854

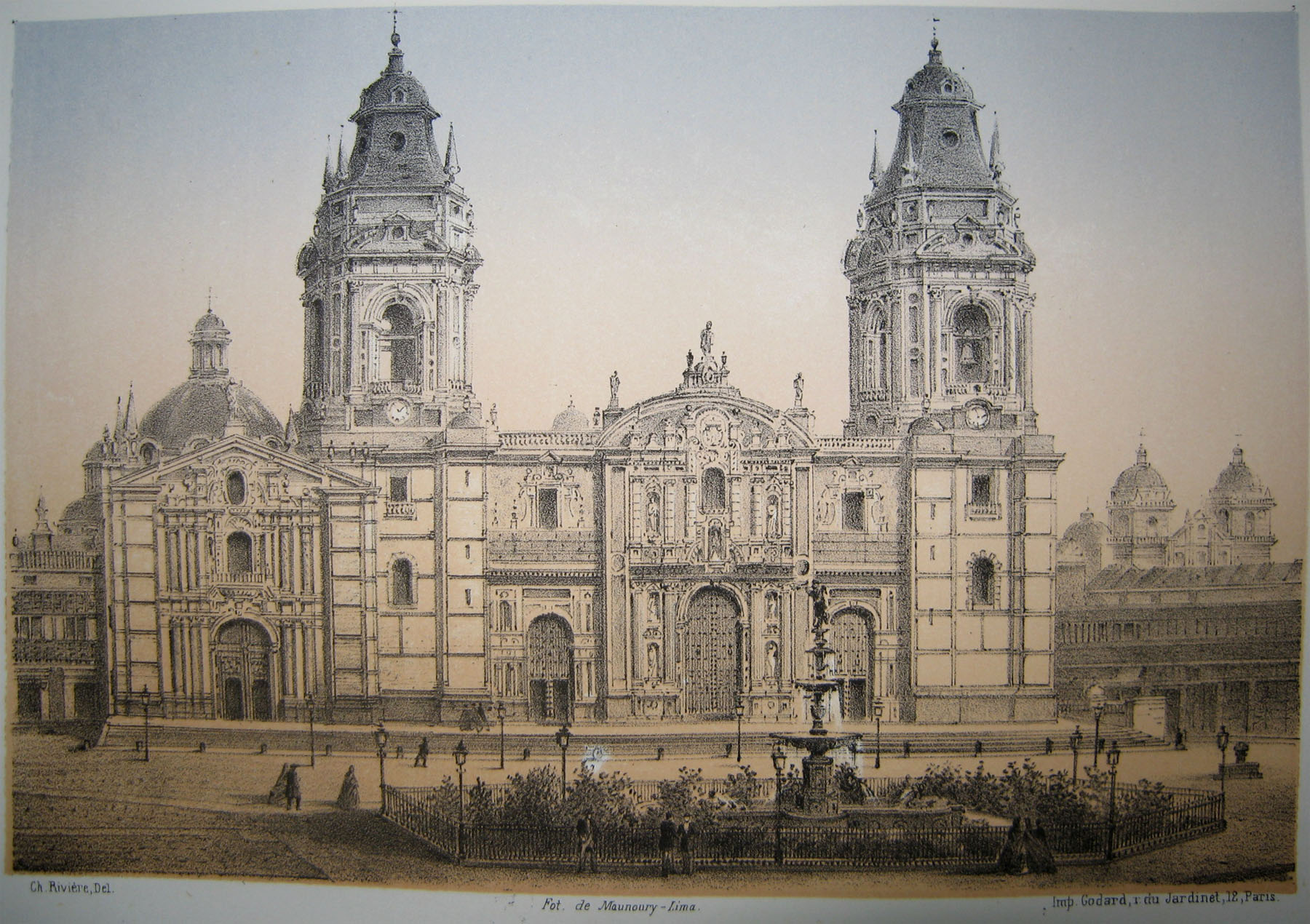
La Catedral de Lima i la Plaça Major segons un gravat de 1860

Posteriorment quan la ciutat de Lima va arribar a ser Arzobispado es va considerar la construcció d'una nova catedral perquè estigui d'acord amb l'ascens en status de l'episcopat de Lima, així com amb el seu creixement poblacional. En 1564 l'Arquebisbe Jerónimo de Loayza es va decidir per un edifici suntuoso que rivalice amb les catedrals més famoses d'Espanya (com la catedral de Sevilla llavors, i ara, la major d'Espanya), amb el que comença un canvi en les dimensions. Aquest canvi es va iniciar amb la demolició dels primitius murs de tova però la construcció nova no arribaria a acabar-se.
Al alarife Alonso Gonzales Beltrán se li va donar la tasca, en 1564, de dissenyar un gran temple amb tres naus i capelles laterals. Però el seu projecte, inspirat en la catedral de Sevilla, va resultar massa grandiós i costós.
Quan va arribar el Virrey Martín Enríquez, en 1581, sent Arquebisbe de Lima, Toribio de Mogrovejo, va disposar que es fes una nova catedral i en 1585 l'arquitecte Francisco Becerra (nascut a Trujillo -Espanya-, mort a Lima en 1605), que havia fet els plànols de diverses edificacions a Mèxic i Quito, va ser cridat des del Cusco, on, en aquell temps, estava treballant, i es va encarregar de la construcció de la tercera catedral. Becerra va fer un nou plànol (considerat perquè sigui el plànol sobre el qual es basi la catedral existent) que prenia, en part, com a models a les catedrals de Jaén i de Sevilla. La primera tenia tres naus, com la de Lima, la segona tenia cinc, però hi ha portes en els braços del creuer, tres portes en la façana principal i un pati lateral anomenat, com en la catedral de Lima, el pati dels tarongers, al com s'arriba a través de la porta lateral que està cap a l'esquerra. El traç definitiu de la catedral, fet per l'arquitecte Francisco Becerra, va donar com a resultat una església d'estil renaixentista, de planta àmplia i amb 3 naus grans i dues capelles laterals.
En 1602 l'església era encara “un bohío vell, cobert de palla amb molta indecència” segons una carta que Felip III remetés a l'Arquebisbe Toribio de Mogrovejo en la qual li insta al fet que s'apressi amb el treball de la construcció.
En 1604 s'inaugura la primera part de la tercera Catedral. Quan Becerra va morir en 1605, solament la meitat de l'església estava construïda.
El plànol final va ser dissenyat immediatament després del terratrèmol de 1606, encara que un altre en 1609 va amenaçar de destruir l'edificació integra danyant les voltes de la part construïda. Es van dur a terme discussions sobre els millors mitjans de defensa contra els moviments sísmics: l'Arquitecte Cap, Juan Martínez de Arrona, va sostenir la idea de voltes de maó, però diversos membres del Cabildo o Concejo Municipal van considerar que seria millor cobrir el temple amb fusta. Cansats per la necessitat de trobar la solució al problema, ells van nomenar a Bartolomé Lorenzo com a Assessor de Arrona. Finalment, a l'octubre de 1625, les naus de la part principal de la tercera catedral van ser consagrades. La porta principal (dissenyada per Arrona) va ser finalitzada en 1632, i les torres en 1649. El terratrèmol de 1687 va causar molt de mal a la catedral, i no obstant totes les precaucions preses en la construcció, el terratrèmol de 1746 torna a danyar l'estructura i gairebé la redueix a ruïnes precisant-se d'una nova reconstrucció, governava en aquell temps el Virrey José Antonio Manso de Velasco, qui va disposar s'aixequés en el mateix lloc una nova catedral en 1758. L'edificació existent és una reconstrucció que es va emprendre -seguint els plànols antics- el Jesuïta Juan Rher (nascut a Praga).
Rher va aprofitar al màxim l'ús de la fusta i la quincha en les voltes de crucería, va refer la portada renaixentista de pedra i va avançar bastant l'obra quedant les torres campanar inacabades durant molt temps.
La reconstrucció es va dur a terme en tres parts, la primera va culminar en 1755, la segona en 1758 i la darrera en 1778. Entre els anys 1794 i 1797 les actuals torres campanar de la catedral es reconstrueixen segons projecte de l’arquitecte català Ignasi Martorell.
A la torre esquerra es troba la campana anomenada “la Cantàbria”, que pesa 300 quintals i es va fondre a Lima. En la dreta “la Puríssima”, de 150 quintals, i “la Vella”, de 55 quintales.
En el seu aspecte interior com en l'exterior ha tingut canvis notables. S'han anat barrejant així elements barrocs, gòtics, neoclàssics i romàntics. Un canvi substancial va ser el trasllat del cor al presbiteri així com la retira de la majoria dels altars barrocs i ornaments que tenia originalment. Aquestes transformacions es van iniciar en 1804, d'acord amb els corrents neoclàssics imperants en l'època. En 1891, es van traslladar les suposades restes del fundador de Lima a la catedral i es van col·locar en la capella de l'adoració dels Reis, la tercera de la mà esquerra, on van reposar fins que es va construir el mausoleu en el qual es conserven les restes trobades en 1977.
Durant el segle xix, la catedral no va rebre manteniment adequat, i per això en 1893 es va haver de tancar a causa del seu estat ruïnós. En 1897 es va fer una nova reparació que va canviar l'aspecte exterior de la catedral i en 1898 es va inaugurar la Catedral reconvertida en el seu interior. El 28 de maig de 1921 se li va conferir el reconeixement com a Basílica menor sota el nom de Catedral Basílica Sant Joan Apòstol i Evangelista.
El terratrèmol, de 1940 va causar danys de consideració a la catedral i es va emprendre la seva restauració dirigida per Emilio Harth-Terré, coneixedor de l'arquitectura colonial. En aquesta oportunitat es va reposar la portada del Sagrari amb diverses diferències respecte a la d'abans de 1897.
Des de 1991 la Catedral es troba inclosa com a Patrimoni Cultural de la Humanitat en estar al Centre històric de Lima.